# Ottrok Ferenc

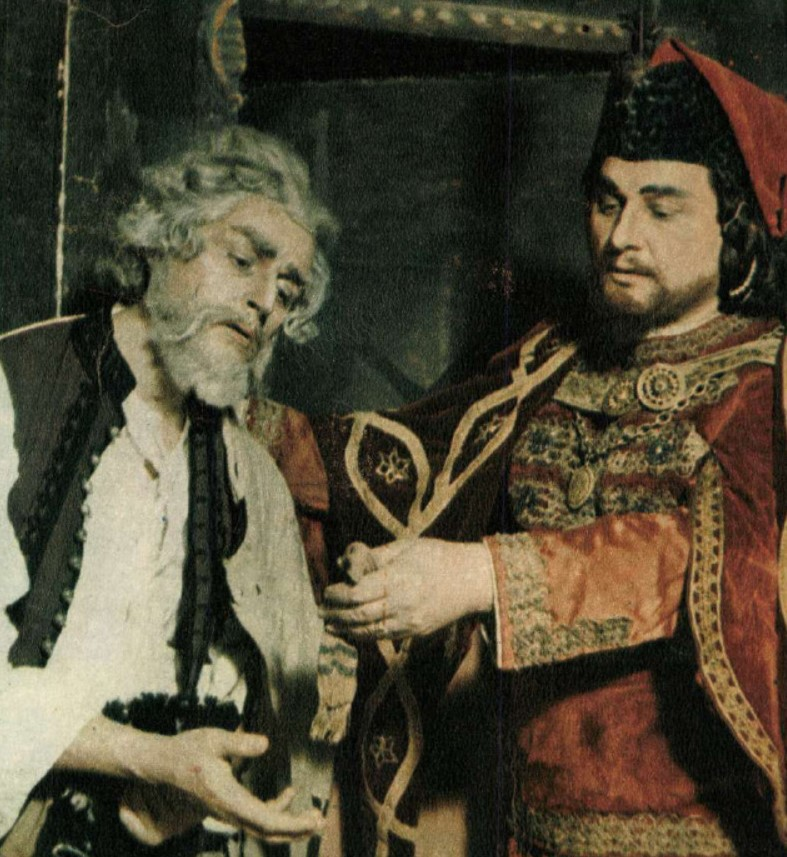
Vida Viktor (Tiborc) és Ottrok Ferenc (Bánk) az operában Bánk bán (1948).

Ottrok Ferenc (Piski, 1911. június 4. – Kolozsvár, 1972. szeptember 14.) operaénekes (tenor).

## Életpályája
Aradon kezdett éneket tanulni. Autodidakta művész volt; pályáját operettekben kezdte. Aradon lépett fel 1945–1948 között. 1949-ben lett a Kolozsvári Állami Magyar Opera magánénekese.
Az olasz repertoár hőstenor szerepeiben nyújtott emlékezetes alakításokat. Pályafutása során rendszeresen fellépett az egykori szocialista országokban.

## Szerepei
- Verdi: Don Carlos – Don Carlos
- Erkel Ferenc: Bánk bán – Bánk bán
- Erkel Ferenc: Hunyadi László – Hunyadi László
- Puccini: Pillangókisasszony – Pinkerton
- Verdi: Az álarcosbál – Riccardo gróf/III. Gusztáv
- Leoncavallo: Bajazzók – Canio
- Mascagni: Parasztbecsület – Turiddu